# Pygopleurus bimaculatus
Pygopleurus bimaculatus is een keversoort uit de familie Glaphyridae. De wetenschappelijke naam van de soort is voor het eerst geldig gepubliceerd in 1850 door Redtenbacher.